# リンカーン大学 (ニュージーランド)
リンカーン大学（リンカーンだいがく、英:Lincoln University 、マオリ語：Te Whare Wanaka o Aoraki）は、ニュージーランド南島クライストチャーチ市郊外セルウィン地区リンカーンに所在する大学。南半球に所在する最古の農業学校であり、農学、畜産学、園芸学の世界的な研究機関である。

## 歴史
1878年にニュージーランド大学リンカーン・カレッジとして創立。ニュージーランド国内で3番目に古い大学であり、1880年より学生の受け入れを開始。1896年に大学院課程を設置。
1961年に連邦ニュージーランド大学が解体され「リンカーン・カレッジ」と改称しカンタベリー大学の構成校になる。1990年に大学自治権を取得しカンタベリー大学より完全独立。大学名をリンカーン大学へ改称。
2010年11月8日にバルクルーサに所在するテルフォード・ポリテクニックを吸収合併することに合意。2011年1月1日付けでリンカーン大学・テルフォードキャンパス（正式名称：テルフォード/テ・ファレ・ワナカ・オ・プレルア（プレルアにある学舎））へ改称。
慢性的な赤字運営であることから大学と高等教育委員会(TEC)が共同監査報告書を作成。報告書では他大との合併を提言するも、大学側はこれを拒否。2017年6月に今後も大学自治を堅持すると学長名で発表した。

## 学術組織
大学内は4つの部門にて研究・教育が行われている。それぞれの部門が学士課程から博士課程までを担当する。農業、畜産、バイオテクノロジー産業に多くの人材を輩出している。農業学校としての建学の歴史から、土や種子、肥料や家畜伝染病の研究のほか、バイオテクノロジー研究が盛んに行われている。
ワイン醸造科は、ニュージーランドの大学機関で唯一、農業科学・生命科学部に設置され、ワイン産業へ多くの人材を輩出している。本部キャンパスの他、農業試験場、ワイン畑、ワイン醸造所をニュージーランド各地に保有している。
- Agriculture and Life Sciences（農業科学・生命科学部）
  - Soil and Physical Sciences
  - Agriculture
  - Cell Biology
  - Food and Wine

- Bio-Protection and Ecology（生態保全学・生態学部）
  - Agro-Biotechnology
  - Bio-control
  - Bio-diversity
  - Bio-security
  - Conservation,wildlifeand invasionbiology
  - Entomogy
  - Fungal genetics
  - Integrated pest management
  - Invertebrate taxonomy
  - Molecular systematics
  - Plant pathology
  - Seed technologies
  - Soil health
  - Urban,forest and behavioural ecology

- Commerce（商学部）
  - Accounting
  - Business and Forestry
  - Business Management and Law
  - Economics
  - E-Commerce
  - Finance
  - Hotel and Institutional Management
  - Marketing
  - Property

- Environment,Society and Design（環境・社会・デザイン学部）
  - Applied Computing
  - Centre for Maori and Indigenous Planning and Development
  - Environmental Management
  - Landscape Architecture
  - Natural Resources Engineering
  - Social Science,Parks,Recreation and Tourism

## キャンパス

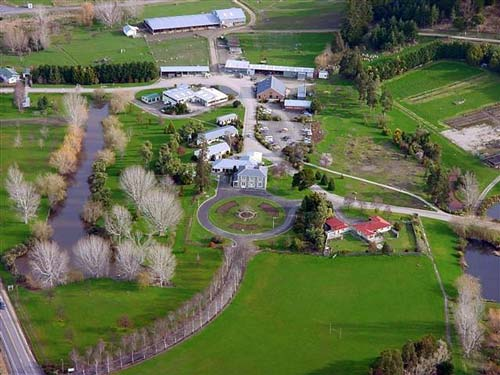
2011年に吸収合併したテルフォード・キャンパス

本部キャンパスの学生数は約4,500人。教員数は約250人。テルフォードキャンパスの学生数は約1,300人。ニュージーランド最小の大学である。大学内に8つある学生寮で約550人が暮らしている。
学生数の半数は留学生と海外からの移住者である。海外6カ国、16の大学と提携し正規交換留学プログラムを提供している。学術間協定を持つアメリカと北欧からの留学生が多い。
本部キャンパスはクライストチャーチ中心部から車で30分の地に所在する。周囲を農場と畑に囲まれた酪農地帯に位置する。
大学内のコンピューターは24時間利用可能（夜間利用には事前登録手続きが必要）。大学内に「ニュージーランドクリケット協会」設立のトレーニング施設が設置され、代表選手の強化育成施設として使用されている（一般利用は不可）。

## 学生寮
| 寮名                                  | 部屋数 | 備考                                    |
| ------------------------------------- | ------ | --------------------------------------- |
| コロンボ・ホール(Colombo Hall)        | 82     | 食事と宿舎の提供                        |
| ハドソン・ホール(Hudson Hall)         | 74     | 食事と宿舎の提供                        |
| ロウリィ・ホール(Lowrie Hall)         | 82     | 食事と宿舎の提供                        |
| サウスランド・ホール(Southland Hall)  | 48     | 食事と宿舎の提供                        |
| スティーブンズ・ホール(Stevens Hall)  | 50     | 食事と宿舎の提供、留学生寮を兼務        |
| ファームロード(Farm Road)             | 48     | 自炊寮、大学1年生の入寮は不可           |
| ザ・クレセント(The Crescent)          | 64     | 自炊寮、大学1年生の入寮は不可           |
| センテニアル・ホール(Centennial Hall) | 100    | 夕食と宿舎の提供、大学1年生の入寮は不可 |

## 交通
クライストチャーチ市内とリンカーン大学を結ぶ路線バスが運行されているが、平日昼間でも1時間に1本程度と利便性は低い。朝夕の通学・帰宅時間帯は増便される。行政区画ではカンタベリー地方セルウィン地区に属し、行政区が異なるため、バスの行き先は「クライストチャーチ」となる。

## 著名な卒業生
- ドン・マキノン（政治家、元副総理、元外務大臣）
- ロドニー・ハイド（政治家、ACTニュージーランド党党首）
- デビッド・カーター（政治家）
- マレー・ホルン（元ニュージーランド国庫長長官、ANZバンキング・グループ取締役社長）
- アソール・マカリー（園芸家）
- サマンサ・コニュー（ワイン醸造家（国際ワインコンテスト2007年度赤ワイン部門最高賞受賞））
- アラステア・メィリング（ワイン醸造家（国際ワインコンテスト2007年度白ワイン部門最高賞受賞））
- マーク・イングリス（登山家、ワイン醸造家）
- リッチー・マコウ（ラグビー選手）
- 川瀬勇（農学者、1931年に日本人として初めて本校へ留学した）
- トンプソン・ルーク(ラグビー選手)